# なるほど!市場
『なるほど!市場』（-バザール）は、2010年3月29日から同年10月29日まで毎日放送テレビ（MBSテレビ）で、平日の4:30 - 5:00（JST）に放送されていた通信販売の番組である。

## 概要
2006年4月〜2010年3月まで放送された『なるほど!』の後番組してタイトルを変更された。元MBSアナウンサーの青木和雄からラジオDJパーソナリティーやナレーションの南かおりその他3人の進行役として交代された。
生活・健康情報のコーナーが大幅を削減するため、テレビショッピングがメインとなる。
2010年10月29日で放送終了。しかし最終回の挨拶はなく、エンディングも通常どおりに進行され、「それでは次回をお楽しみに!」の言葉で締めくくられた。2010年11月1日からは『朝から欲バリ』が放送されている。

## 出演者
- 南かおり
- 松浦達也
- 長田和彦
- 清老寛子

## 関連番組
- 板東英二の欲バリ市場
- ワールドコレクションゴールド
- よしもと!Shall Weショッピング